# Marc Feldmann
Marc Feldmann (Leópolis, 2 de dezembro de 1944) é um imunologista britânico. É professor da Universidade de Oxford e diretor do Kennedy Institute of Rheumatology.

## Condecorações
- 2000: Universidade de Oxford (com Ravinder Nath Maini)[1]
- 2003: Prêmio Lasker-DeBakey de Pesquisa Médico-Clínica (com Ravinder Nath Maini)[2]
- 2006 Fellow da Royal Society
- 2007: Europäischer Erfinderpreis[3]
- 2008: Prêmio Dr. Paul Janssen de Pesquisa Biomédica (com Ravinder Nath Maini)[4]
- 2010: Knight Bachelor[5]
- 2010: Prêmio Ernst Schering (com Ravinder Nath Maini)[6]
- 2010: membro estrangeiro da Academia Nacional de Ciências dos Estados Unidos[7]
- 2014: Prêmio Internacional da Fundação Gairdner
- 2014: Companion da Ordem da Austrália